# Aleksander Ostrogski
Aleksander Konstantynowicz Ostrogski herbu Ostrogski (ur. przed 1 lipca 1570 w Wiewiórce, zm. 13 grudnia 1603 roku w Tarnopolu) − książę, wojewoda wołyński w latach 1593-1603, starosta perejasławski.
Najmłodszy syn Konstantyna Wasyla Ostrogskiego i Zofii z Tarnowskich, brat Janusza.
Urodził się w dobrach tarnowskich, wniesionych do rodziny przez matkę, która zmarła przy porodzie. Kształcił się na dworze ojcowskim w Ostrogu. W 1592 roku ożenił się z Anną z Kostków, która wniosła mu w posagu między innymi Jarosław, gdzie odtąd spędzał większość czasu. 6 maja 1593 roku został mianowany wojewodą wołyńskim, jako następca starszego brata Janusza. Prowadził zbliżoną do niego politykę prohabsburską, ale nigdy nie odszedł od religii prawosławnej i był przeciwny unii brzeskiej. W październiku 1596 r. wraz z ojcem stał na czele opozycji prawosławnej na synodzie w Brześciu.
Deputat na Trybunał Główny Koronny z województwa wołyńskiego w 1595, 1596, 1600 roku.
O granice swoich dóbr toczył ostre spory m.in. z Janem Tomaszem Drohojowskim, referendarzem koronnym, oraz Miękickimi.
Był wybrany prowizorem przez protestancko-prawosławną konfederację wileńską w 1599 roku.
Został pochowany w cerkwi prawosławnej w Ostrogu.

## Rodzina
Z małżeństwa z Anną z Kostków miał ośmioro dzieci:
- Zofia Lubomirska
- Konstanty Aleksander
- Janusz Paweł
- Aleksander
- Katarzyna Zamoyska

- Anna Alojza Chodkiewicz
- Krzysztof
- Wasyl

## Drzewo
| Iwan Ostrogski ∞ Maria Bielska                                                                    | Semen Holszański ∞ Anastazja Zbaraska (Nieświcka)                                                 | Jan Tarnowski ∞ Barbara                                             | Szydłowiecki ∞ X                                                    | Jakub Kostka ∞ Anna Rokus von Sehfelden                             | von Eulenburg ∞ X                                                   | Jan Odrowąż ∞ Anna Jarosławska-Tarnowska                              | Konrad III ∞ Anna Radziwiłłówna                                       |
| Konstanty Ostrogski (1460-1530) herbu Ostrogski ∞ Tatiana Holszańska (+1521) herbu Hippocentaurus | Konstanty Ostrogski (1460-1530) herbu Ostrogski ∞ Tatiana Holszańska (+1521) herbu Hippocentaurus | Jan Amor Tarnowski (1488–1561) herbu Leliwa ∞ Zofia Szydłowiecka    | Jan Amor Tarnowski (1488–1561) herbu Leliwa ∞ Zofia Szydłowiecka    | Stanisław Kostka (1487–1555) herbu Dąbrowa ∞ Elżbieta von Eulenburg | Stanisław Kostka (1487–1555) herbu Dąbrowa ∞ Elżbieta von Eulenburg | Stanisław Odrowąż (+1545) herbu Odrowąż ∞ Anna mazowiecka (1498–1557) | Stanisław Odrowąż (+1545) herbu Odrowąż ∞ Anna mazowiecka (1498–1557) |
| Konstanty Wasyl Ostrogski (1526–1608) ∞ Zofia Tarnowska (1534–1570)                               | Konstanty Wasyl Ostrogski (1526–1608) ∞ Zofia Tarnowska (1534–1570)                               | Konstanty Wasyl Ostrogski (1526–1608) ∞ Zofia Tarnowska (1534–1570) | Konstanty Wasyl Ostrogski (1526–1608) ∞ Zofia Tarnowska (1534–1570) | Jan Kostka (1529–1581) ∞ Zofia Odrowążówna (1540–1580)              | Jan Kostka (1529–1581) ∞ Zofia Odrowążówna (1540–1580)              | Jan Kostka (1529–1581) ∞ Zofia Odrowążówna (1540–1580)                | Jan Kostka (1529–1581) ∞ Zofia Odrowążówna (1540–1580)                |
| Aleksander Ostrogski (1570−1603) ∞ Anna Kostczanka (Kostka) (1575−1635)                           |                                                                                                   |                                                                     |                                                                     |                                                                     |                                                                     |                                                                       |                                                                       |
| Zofia Ostrogska (1595–1622) ∞ Stanisław Lubomirski (1583–1649)                                    |                                                                                                   |                                                                     |                                                                     |                                                                     |                                                                     |                                                                       |                                                                       |